# My Heroine
My Heroine (Моя героїня) — третій диск, четвертий сингл гурту Silverstein (другий з альбому «Discovering the Waterfront»). Випущений 12 жовтня, 2006 року. У вересні 2006 році було відзнято відеокліп до пісні. Диск містить дві версії пісні «My Heroine» (оригінальна та акустична). Тоді ж було запропоновано офіційну обкладинку синглу, на якій зображено учасників гурту на жовтому тлі з підписом двох версій пісні.

## Список пісень
1. My Heroine (оригінал) - 3:27
2. My Heroine (акустична версія) - 3:43